# Глейдв'ю (Флорида)
Глейдв'ю (англ. Gladeview) — переписна місцевість (CDP) в США, в окрузі Маямі-Дейд штату Флорида. Населення — 14 927 осіб (2020).

## Географія
Глейдв'ю розташований за координатами 25°50′24″ пн. ш. 80°14′19″ зх. д. / 25.84000° пн. ш. 80.23861° зх. д. (25.839882, -80.238722).  За даними Бюро перепису населення США в 2010 році переписна місцевість мала площу 6,64 км², з яких 6,63 км² — суходіл та 0,01 км² — водойми.

## Демографія
Згідно з переписом 2010 року, у переписній місцевості мешкало 11 535 осіб у 3672 домогосподарствах у складі 2562 родин. Густота населення становила 1737 осіб/км².  Було 4141 помешкання (623/км²).
Расовий склад населення:
| - 75,2 % — чорних або афроамериканців - 17,4 % — білих - 0,2 % — азіатів - 0,1 % — корінних американців - 4,6 % — осіб інших рас |

До двох чи більше рас належало 2,4 %. Частка іспаномовних становила 24,2 % від усіх жителів.
За віковим діапазоном населення розподілялося таким чином: 29,2 % — особи молодші 18 років, 61,0 % — особи у віці 18—64 років, 9,8 % — особи у віці 65 років та старші. Медіана віку мешканця становила 30,8 року. На 100 осіб жіночої статі у переписній місцевості припадало 91,0 чоловіків;  на 100 жінок у віці від 18 років та старших — 84,4 чоловіків також старших 18 років.
Середній дохід на одне домашнє господарство  становив 31 059 доларів США (медіана — 21 882), а середній дохід на одну сім'ю — 34 258 доларів (медіана — 23 996). Медіана доходів становила 26 723 долари для чоловіків та 23 519 доларів для жінок. За межею бідності перебувало 48,2 % осіб, у тому числі 64,9 % дітей у віці до 18 років та 32,0 % осіб у віці 65 років та старших.
Цивільне працевлаштоване населення становило 3920 осіб. Основні галузі зайнятості: освіта, охорона здоров'я та соціальна допомога — 21,8 %, мистецтво, розваги та відпочинок — 16,8 %, роздрібна торгівля — 13,6 %, науковці, спеціалісти, менеджери — 10,6 %.